# Guy Tondeur
Guy Tondeur (6 september 1958) is een voormalige Belgische atleet, die gespecialiseerd was in de middellange afstand. Hij werd tweemaal Belgisch kampioen.

## Biografie
Tondeur werd in 1976 voor het eerst Belgisch kampioen op de 800 m. Het jaar nadien behaalde hij een bronzen medaille op de Europese kampioenschappen voor junioren. In 1978 volgde een tweede Belgische titel.
Vele blessures verhinderden dat Tondeur de absolute top bereikte en deden hem vroegtijdig stoppen.
Tondeur was aangesloten bij Zuid-Oostvlaamse Atletiek Vereniging (ZOVA). Hij werd later trainer bij Atletiekclub VITA.

## Belgische kampioenschappen
| Onderdeel | Jaar       |
| --------- | ---------- |
| 800 m     | 1976, 1978 |

## Persoonlijke records
| Onderdeel | Prestatie | Datum            | Plaats  |
| --------- | --------- | ---------------- | ------- |
| 800 m     | 1.47,25   | 4 september 1979 | Brussel |
| 1500 m    | 3.41,5    |                  |         |

## Palmares

### 800 m
- 1976:  BK AC - 1.49,3
- 1977:  in EK U20 in Donetsk -1.48,6
- 1978:  BK AC - 1.52,1
- 1979: 4e Memorial Van Damme - 1.47,25